# Pila (Trhanov)
Pila, jinak také Šnajberk, je vesnice, část obce Trhanov v okrese Domažlice v Plzeňském kraji. Nachází se asi jeden kilometr jihovýchodně od Trhanova. Je zde evidováno 120 adres. V roce 2011 zde trvale žilo 55 obyvatel.
Pila leží v katastrálním území Trhanov o výměře 2,13 km².
Prochází tudy železniční trať Domažlice – Planá u Mariánských Lázní, na které je zřízena zastávka Pila (dřívějším názvem Újezd-Pila).
Působí zde občanské sdružení Šnajberk.

## Historie
Pila vznikla k 24. listopadu 1990 jako část obce Trhanov v okrese Domažlice.

## Obyvatelstvo
| Rok            | 1869 | 1880 | 1890 | 1900 | 1910 | 1921 | 1930 | 1950 | 1961 | 1970 | 1980 | 1991 | 2001 | 2011 | 2021 |
| -------------- | ---- | ---- | ---- | ---- | ---- | ---- | ---- | ---- | ---- | ---- | ---- | ---- | ---- | ---- | ---- |
| Počet obyvatel | 0    | 0    | 0    | 88   | 75   | 0    | 67   | 0    | 0    | 69   | 59   | 49   | 57   | 55   | 57   |
| Počet domů     | 0    | 0    | 0    | 10   | 10   | 12   | 16   | 0    | 0    | 21   | 19   | 18   | 23   | 23   | 29   |